# 熱泵及冷凍循環
熱力學的熱泵循環（heat pump cycles）或冷凍循環（refrigeration cycles）是熱泵、空調以及冷凍系統的概念以及數學模型。熱泵是一個可以將熱從一個較低溫的位置（熱源，heat source）轉移到較高溫的位置（吸熱器，heat sink）的機械裝置。若熱泵的目的是要加熱吸熱器（例如在低溫時使室內變暖），會稱為是「加熱器」，若其目的是要冷卻熱源（像一般使用冰箱的情形），則會稱為是「冷卻器」。不管是哪一個，其運作原理是類似的，都是要將熱從冷溫處轉移到高溫處。

## 熱力學循環
依照熱力學第二定律，系統中的熱無法自發的從低溫處流到高溫度處，需要輸入機械功才能讓熱以此方式流動。冷氣需要作功來使室內變涼快，將熱從室內（熱庫）轉移到室外（吸熱器）。冰箱作用也類似，將熱從冰箱內部（熱庫）轉移到冰箱外的空氣（吸熱器）。熱機是將熱轉換為功的裝置。尼古拉·卡诺在1824年時將理想熱機的運作原理用卡诺循环來說明。理想的冰箱或冷氣也可以視為和理想熱機類似的裝置，但是以逆卡诺循环的方式運作，可以將功轉換為熱的轉移。
卡诺循环是由四個過程組成的可逆循環，其中二個是等溫過程，二個是等熵過程，因此可逆。若反向進行卡诺循环，這稱為是以逆卡诺循环。若冷凍機或是熱泵以逆卡诺循环來進行，這稱為是卡諾冷凍機或是卡諾熱泵。在逆卡诺循環的第一階段，冷媒會從低溫源TL以等溫過程吸收熱量，所吸收的熱量是QL。接著，會將冷媒等熵壓縮（絕熱壓縮，沒有熱傳遞），使其溫度到達高溫源TH的溫度。在此高溫下，冷媒會以等溫過程放熱QH < 0（因為熱從系統流失，以負號表示）。在此階段，冷媒在冷凝器中相變，從飽和蒸氣變成飽和液體。最後冷媒等熵膨脹，其溫度會降到低溫源的溫度TL。
逆卡诺循环是理想的熱泵循环及冷凍循環。實際上所用的循環可以分為蒸氣壓縮（vapor compression）、蒸氣吸收（vapor absorption）、氣體循環（gas cycle）及史特靈循環（Stirling cycle）四種。

### 蒸氣壓縮循環

蒸氣壓縮製冷循環。1) 冷凝器, 2) 熱膨脹閥, 3) 蒸发器, 4) 压缩机

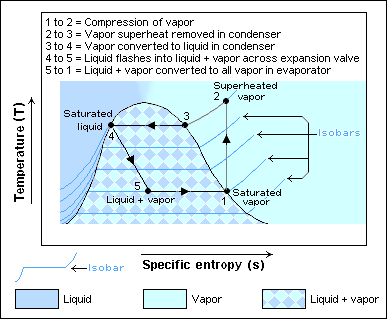
蒸氣壓縮循環的温熵图

蒸氣壓縮循環使用在許多冷凍系統、冷氣機以及其他冷卻系統中，也出現在許多加熱應用的熱泵裡。蒸氣壓縮循環裡有二個熱交換器，一個是冷凝器，溫度較高，會釋放熱量，另一個是蒸发器，溫度較低，會吸收熱量。若是需要在加熱以及冷卻模式切換的應用，會用反向閥來切換這二者的功能。
在熱力學循環的開始，冷媒會以低溫低壓蒸氣的形式進入壓縮機，之後冷媒的壓力會增加，冷媒離開壓縮機時會是溫度和壓力都較高的過熱蒸汽。熱的加壓氣體會經過冷凝器，會將熱釋放到外部，冷媒本身會冷卻且完全液化。較冷的高壓液體會進入熱膨脹閥，其壓力突然降低，而溫度也會顯著下降。低溫低壓的液氣態共存冷媒會進入蒸发器，冷媒在蒸發器中會吸收外界的熱，完全蒸發，最後形成低溫低壓的冷媒蒸氣，再進入壓縮機繼續循環。
有些比較簡單，固定操作溫度的應用（例如家用冰箱）會用定速壓縮機以及固定的膨脹閥。若是一些應用需要高性能係數（COP），而且操作環境變化很大（例如外溫和內部熱需求會隨季節有大幅變化的熱泵），一般會用變速的變頻器壓縮機以及可調整的膨脹閥，以精確的控制循環中的壓力。
上述討論是以理想的蒸氣壓縮循環為基礎，沒有考慮現實世界會有的效應，例如摩擦力帶來的系統壓力降，在冷媒蒸氣壓縮時的輕微熱力學不可逆性，或是可能會有的非理想氣體特性。

### 蒸氣吸收循環
使用水-氨系統的蒸氣吸收循環流行於二十世紀初，且當時廣為使用，不過在蒸氣壓縮循環發展之後，因為後者的性能係數（COP）是前者的五倍，蒸氣吸收循環的重要性就大幅降低。現今蒸氣吸收循環只用在一些熱比電力容易取得很多的場合，例如工業廢熱、太陽熱能集熱器接收的太陽熱能、或是露營車裡的離網冷凍（off-the-grid refrigeration）。
蒸氣吸收循環類似蒸氣壓縮循環，但主要原理和冷媒蒸氣的分壓有關。蒸氣吸收系統中用吸收器（absorber）和再生器（generator）取代蒸氣壓縮系統的壓縮機。吸收器裡會將冷媒溶解在適當的液體（稀溶液）中，溶解後就成為濃溶液。再生器需要熱能輸入，使其中的溶液溫度上昇，釋放出濃溶液中的冷媒蒸氣分壓。不過，再生器需要熱能輸入，除非有廢熱可以使用，不然就會需要額外的能量。吸收式制冷系統中會使用適當的冷媒及吸收劑（absorbent，溶解冷媒的液體）。常見的組合是氨（冷媒）和水（吸收劑），以及水（冷媒）和溴化鋰（吸收劑）。
蒸氣吸收系統的能量來源可以用化石燃料（例如煤、石油、天然氣）的燃燒，也可以用可再生能源（例如廢熱回收、生物质燃燒、或是太陽熱能等）。

### 氣體循環
若使用的工質是氣體，會壓縮或膨脹，但沒有相變化，此冷凍循環會稱為氣體循環（gas cycle）。空氣是最常見的工質，因為在氣體循環中沒有冷凝以及蒸發，在氣體循環中對應冷凝器以及蒸發器的是高溫端及低溫端的氣體换热器。
在一些極端的溫度下，氣體循環的效率會比蒸氣壓縮循環的效率要差，因為氣體循環是以逆布雷顿循环運作，而不是逆朗肯循环運作，因此逆布雷顿循环下的工質不會在定溫下吸熱或是放熱。在氣體循環中，冷凍效果等於氣體的比熱乘以低溫端的溫度上昇。因此，若針對相同的冷凍負載，氣體循環的冷凍機需要有較大的質量流率，其體積也會比較大。
因為氣體循環設備的效率低，體積也比較大，氣體循環冷卻器不常用在陸地上用的冷凍機中。不過在燃氣渦輪發動機驅動的喷气式民航客机中，很常使用空氣循環機，因為發動機的壓縮機段可以提供壓縮空氣。喷气式飛机的冷卻及通風系統也負責機艙內的暖氣以及加壓。

### 史特靈循環
史特靈循環的熱機可以反相運作，以機械能為輸出，輸出是將熱從低溫處轉移到高溫處（類似熱泵、冰箱的作用）。這類設備有許多不同的設計組態，有些會需要旋轉油封（rotary seal）或滑動油封（sliding seal），不過這些元件就會有摩擦損失以及冷媒泄漏之間的困難取捨。

## 性能係數
熱泵或是冷凍設備的特性值可以用稱為性能係數（coefficient of performance，簡稱COP）的參數表示。其公式為：
{\displaystyle {\rm {COP}}={\frac {|Q|}{W_{net,in}}}}
其中
- {\displaystyle Q}是一個循環下，此系統所帶走（或是所產生）的有用熱能。
- {\displaystyle W_{net,in}}是一個循環下，需要提供給此系統的功。

冷凍機的COP可以用下式表示： 
{\displaystyle {\rm {COP_{R}}}={\frac {\text{Desired Output}}{\text{Required Input}}}={\frac {\text{Cooling Effect}}{\text{Work Input}}}={\frac {Q_{L}}{W_{\text{net,in}}}}}
熱泵的COP（有時會稱為是coefficient of amplification，COA）可以用下式表示，其中根據熱力學第一定律： {\displaystyle W_{net,in}+Q_{L}+Q_{H}=\Delta _{cycle}U=0}，且{\displaystyle |Q_{H}|=-Q_{H}}用在其中一個步驟中： 
{\displaystyle {\rm {COP_{HP}}}={\frac {\text{Desired Output}}{\text{Required Input}}}={\frac {\text{Heating Effect}}{\text{Work Input}}}={\frac {|Q_{H}|}{W_{\text{net,in}}}}={\frac {W_{net,in}+Q_{L}}{W_{\text{net,in}}}}=1+{\frac {Q_{L}}{W_{\text{net,in}}}}}
冷凍機和熱泵的COP都可以大於一。將以上二式合併可得：
{\displaystyle {\rm {COP_{HP}}}=1+{\rm {COP_{R}}}}針對QH和QL是定值的情形
這表示COPHP一定會大於一，因為COPR是正值。若考慮最壞情況，熱泵供應的熱能和其所消耗的能量相等，其COPHP為1，就像是電阻式加熱器的情形。不過，在實際上，部份的QH會散失到外面的空氣中，可能因為管線、隔熱等因素，因此在外界溫度太低時COPHP可能會低於1。這種情形下，會直接用燃料來為室內加熱。
針對卡諾冷凍機和熱泵，其COP可以表示為：
{\displaystyle {\rm {COP_{R,Carnot}}}={\frac {T_{L}}{T_{H}-T_{L}}}={\frac {1}{(T_{H}/T_{L})-1}}}
{\displaystyle {\rm {COP_{HP,Carnot}}}={\frac {T_{H}}{T_{H}-T_{L}}}={\frac {1}{1-(T_{L}/T_{H})}}}
這是任何操作溫度分別為TL和TH系統的性能係數上限。

## 外部連結
- "The Basic Refrigeration Cycle" （页面存档备份，存于）